# Franz May
Franz May, též František May (24. ledna 1903 Varnsdorf – 28. listopadu 1969 Wasserburg am Inn), byl československý politik německé národnosti a meziválečný poslanec Národního shromáždění za Sudetoněmeckou stranu.

## Biografie
Vychodil národní a měšťanskou školu v Dolním Podluží. V letech 1918–1921 vystudoval zahradnickou školu v jihomoravské Lednici. Působil jako zahradník v německém Duryňsku. Studoval pak biologii na vysoké zemědělské škole v Halle. Profesí byl zahradníkem a rolníkem, bytem v Dolním Podluží (tehdy Niedergrund).
Od mládí byl aktivní v studentských a mládežnických organizacích. V roce 1933 se stal členem Sudetoněmecké strany a byl jmenován jejím důvěrníkem pro severní Čechy. V únoru 1934 se stal vedoucím SdP ve volebním kraji Česká Lípa. V parlamentních volbách v roce 1935 byl zvolen za poslance Národního shromáždění. Poslanecké křeslo ztratil na podzim 1938 v souvislosti se změnami hranic Československa.
19. září 1938 se zapojil do revolty Sudetských Němců proti Československu a byl jmenován velitelem 2. skupiny Sudetoněmeckého sboru dobrovolníků v Sasku. 15. října 1938 ho pak Adolf Hitler pověřil vedením oddílu SA Sudeten. Po roce 1938 zasedal za NSDAP na Říšském sněmu v Berlíně.
Po válce byl dočasně itnernován a pak vysídlen do západního Německa, kde působil jako městský zahradník ve Waldkraiburgu v Bavorsku. Angažoval se ve spolcích vysídlenců.